# Аугуст, Пернилла
Пернилла Аугуст (настоящее имя Миа Пернилла Херцман-Эриксон, швед. Pernilla August, Mia Pernilla Hertzman-Ericson; 13 февраля 1958, Стокгольм) — шведская актриса театра и кино.

## Биография
С восьми лет училась в школе при театре, играла на школьной сцене. Дебютировала в кино в 1975 под именем Пернилла Валльгрен. Занималась социальной работой. В 1979 поступила в актерскую школу при Королевском драматическом театре Швеции (Драматен), закончила её в 1982. В 1983—1984 играла в народном театре в Евле. С 1985 — в Драматен. Играла в пьесах Шекспира (Гамлет), Шиллера (Мария Стюарт), Ибсена (Кукольный дом, Привидения), Чехова (Три сестры), Стриндберга (Игра снов), поставленных Ингмаром Бергманом. Работала в кино и на телевидении.
В 2005 поставила короткометражный фильм Взрывчатое время (Blindgångare), в 2010 — фильм По ту сторону (Svinalängorna).
Первый муж — писатель, сценарист, переводчик Клас Эстенгрен (1982—1989), второй — кинорежиссёр Билле Аугуст (1991—1997). У неё есть три дочери: Агнес, Аста и Альба.

## Избранная фильмография
- 1975: Гилиап / Giliap (Рой Андерссон)
- 1979: Линус и загадочный дом из красного кирпича / Linus eller Tegelhusets hemlighet (Вильгот Шёман)
- 1981: Петух / Tuppen (Лассе Халльстрём)
- 1982: Фанни и Александр / Fanny och Alexander (Ингмар Бергман)
- 1984: Hur ska det gå för Pettersson? (Вильгот Шёман, телевизионный)
- 1985: Гамлет / Den tragiska historien om Hamlet — Prins av Danmark (Рагнар Лют)
- 1986: Змеиная тропа на скале / Ormens väg på hälleberget (Бу Видерберг)
- 1989: Дикая утка / Vildanden (Бу Видерберг по Ибсену, телевизионный)
- 1992: Благие намерения / Den goda viljan (Билле Аугуст по сценарию И.Бергмана; премия Каннского МКФ за лучшую женскую роль, премия Золотой жук за лучшую женскую роль)
- 1993: Хроники молодого Индианы Джонса (Билле Аугуст)
- 1996: Иерусалим / Jerusalem (Билле Аугуст по роману Сельмы Лагерлёф)
- 1996: Частные исповеди/ Enskilda samtal (Лив Ульман по сценарию И.Бергмана; Серебряный Хьюго Чикагского МКФ за лучшую женскую роль, премия МКФ в Вальядолиде за лучшую женскую роль)
- 1997: В присутствии клоуна / Larmar och gör sig till (И.Бергман, телевизионный)
- 1998: Последний контракт / Sista kontraktet (Кьелль Сундвалль)
- 1999: Звёздные войны. Эпизод I: Скрытая угроза (Джордж Лукас)
- 1999: Där regnbågen slutar (Ричард Хоберт; премия Золотой жук за лучшую женскую роль)
- 1999: Мария, мать Иисуса / Mary, Mother of Jesus (Кевин Коннор)
- 2000: День рождения / Födelsedagen (Ричард Хоберт)
- 2000: Сплетни / Gossip (Колин Нютле)
- 2001: Крайний срок / Sprängaren (Колин Нютле)
- 2002: Я — Дина / I Am Dina (Уле Борнедаль по роману Хербьёрг Вассму)
- 2002: Звёздные войны. Эпизод II: Атака клонов / Star Wars: Episode II — Attack of the Clones (Джордж Лукас)
- 2002: Все любят Алису / Alla älskar Alice (Ричард Хоберт)
- 2003: И наступит завтра / Om jag vänder mig om (Бьорн Рунге, Серебряный медведь Берлинского МКФ за выдающееся художественное достижение)
- 2003: Детали / Detaljer (Кристиан Петри, номинации на премию Золотой жук за лучшую женскую роль и лучшую женскую роль второго плана)
- 2004: День и ночь / Dag och natt (Симон Стахо)
- 2005: Рот в рот / Mun mot mun (Бьорн Рунге)
- 2005: Убийство / Drabet (Пер Флю)
- 2009: Мисс Кики / Miss Kicki (Хокон Лю)
- 2009: Разумное решение / Det enda rationella (Юрген Бергмарк)
- 2012: Суд над мертвецом / Dom över död man  (Ян Труэль)
- 2012: Девочка по вызову / Call Girl (Микаэль Марсимайн)
- 2013: Серьёзная игра (Лоне Шерфиг, по роману Я.Сёдерберга, в производстве)

## Признание
Премия Лондонской ассоциации театральных критиков (1987). Медаль Litteris et artibus (2002). Премия Юджина О’Нила (2002). Многочисленные кинопремии.